# Carnegie Investment Bank
Carnegie Investment Bank AB — шведская группа финансовых услуг, занимающаяся брокерскими операциями с ценными бумагами, инвестиционным банкингом и частным банкингом.

## История
Carnegie была основана как торговая компания в 1803 году, когда Дэвид Карнеги-старший, шотландец, основал D. Carnegie & Co AB в Гётеборге. Позже руководство компанией получил племянник Карнеги — Дэвид Карнеги-младший, который позже вернулся в Шотландию, оставив компанию, которая к тому времени имела значительные интересы в пивоварении и производстве сахара, в руках Оскара Экмана. Когда в 1890 году умер Дэвид Карнеги-старший, Экман унаследовал значительную часть акций и получил контрольный пакет акций компании. В 1907 году компания снова сменила руководство. На этот раз Carnegie возглавил зять Экмана — Карл Лангеншельд, после чего бывшие пивоваренные и сахарные предприятия были проданы. После краха Крюгера, Лангеншельд основал брокерский бизнес Bankirfirman Langenskiöld, который стал фундаментом для Carnegie.
В 1980 году компания вернула себе название Carnegie. К тому времени контрольный пакет акций компании принадлежал финансисту Эрику Пенсеру. В 1988 году Карнеги перешла к будущему банку Nordea и оставалась в их руках до 1994 года, когда недавно созданная компания Carnegie Holding купила банк. Новая холдинговая компания на 55 % принадлежала британскому торговому банку Singer & Friedlander и на 45 % принадлежала сотрудникам Carnegie.В 2001 году компания Carnegie Holding была объединена с D. Carnegie & Co, в результате чего последняя стала материнской компанией Carnegie Group. Компания была зарегистрирована на Стокгольмской фондовой бирже, но была исключена из списка в связи с национализацией. С 2004 года бизнес ведется через Carnegie Investment Bank.

## Структура
Компания состоит из трех подразделений:
- Ценные бумаги (исследование акций, продажи и торговля);
- Инвестиционный банкинг (консультации по корпоративным финансам, деятельность на рынках капитала);
- Частный банкинг.

## Право собственности
После экономического кризиса 2008 года Carnegie Investment Bank AB, во избежание банкротства, 10 ноября 2008 года был передан в ведение Шведского государственного долгового управления. Банк нарушил ограничения шведского надзорного органа Finansinspektionen, когда выдал слишком большую сумму одному клиенту, магнату недвижимости Матсу О. Сундквисту. Крупнейшими акционерами в то время были Böös & Enblad AB (9,2 %), Moderna Finance AB (6,4 %) и фонд Harris Associates (5,3 %). В мае 2009 года компанию приобрели частная инвестиционная компания Altor Equity Partners и инвестиционная компания Bure Equity.
3 сентября 2010 года было объявлено, что Карнеги приобретает HQ Bank, что является стратегическим шагом с целью дальнейшего укрепления подразделения частного банковского обслуживания.